# CHILDHOOD'S END/BAD CITY
「CHILDHOOD'S END／BAD CITY」（チャイルドフッズエンド／バッドシティ）は、High Speed Boyzのメジャーデビューシングル。2009年9月9日にfreedom recordsから発売された。

## 概要
当バンドにとって初の作品。2009年8月19日に「BAD CITY」として発売予定だったが、ある諸事情により9月9日に両A面シングルに変更して発売することが発表された。しかしビクターエンタテインメントのサイトでは、「CHILDHOOD'S END」だけの単独A面として扱われている。6月10日に着うた「BAD CITY」を先行配信を開始。8月26日に「CHILDHOOD'S END」の着うた＆着うたフルの配信がスタートされた。
両A面だが、PVは「CHILDHOOD'S END」のみ制作されており、ダンサーのひとりでできるもんこと武村涼平が出演している。

## 収録曲
いずれの楽曲も、作詞・作曲：High Speed Boyzである。
1. CHILDHOOD'S END [3:40]
2. BAD CITY [3:26]

## 収録アルバム
1. CHILDHOOD'S END
  - 『are u docono Softpunk!?』（アルバムバージョンでの収録）
2. BAD CITY
  - 『are u docono Softpunk!?』